# بيير شميت
بيير شميت (بالألمانية: Peer Schmidt)‏ هو ممثل ألماني، ولد في 11 مارس 1926 بإرفورت في ألمانيا، وتوفي في 8 مايو 2010 ببرلين في ألمانيا.

## وصلات خارجية
- بيير شميت على موقع IMDb (الإنجليزية)
- بيير شميت على موقع ألو سيني (الفرنسية)
- بيير شميت على موقع ميوزك برينز (الإنجليزية)
- بيير شميت على موقع أول موفي (الإنجليزية)
- بيير شميت على موقع قاعدة بيانات الأفلام السويدية (السويدية)
- بيير شميت على موقع ديسكوغز (الإنجليزية)
- بيير شميت على موقع قاعدة بيانات الفيلم (الإنجليزية)
- بيير شميت على موقع كينوبويسك (الروسية)